# Lamitzmühle (Köditz)
Lamitzmühle ist ein Gemeindeteil der Gemeinde Köditz im Landkreis Hof (Oberfranken, Bayern). Lamitzmühle liegt in der Gemarkung Joditz.

## Geografie
Die Einöde liegt am linken Ufer der Sächsischen Saale. Gegenüber am rechten Ufer befindet sich der Petersgrat, eine Quarzgrube, die als Geotop ausgezeichnet ist. Ein Anliegerweg führt zur Lamitz (1,4 km westlich).

## Geschichte
Lamitzmühle gehörte zur Realgemeinde Lamitz. Gegen Ende des 18. Jahrhunderts gab es in Lamitzmühle aus einem Anwesen. Die Herren von Oertel waren die Grundherren der Mühle.
Von 1797 bis 1810 unterstand Lamitzmühle dem Justiz- und Kammeramt Hof. Infolge des Ersten Gemeindeedikts wurde Lamitzmühle dem 1812 gebildeten Steuerdistrikt Joditz und der zugleich entstandenen Ruralgemeinde Joditz zugewiesen. Am 1. Mai 1978 wurde Lamitzmühle im Zuge der Gebietsreform in Bayern nach Köditz eingemeindet.

### Einwohnerentwicklung
| Jahr      | 001799 | 001819 | 001861 | 001871 | 001885 | 001900 | 001925 | 001950 | 001961 | 001970 | 001987 |
| Einwohner |        | *      | 9      | 7      | 6      | 8      | 7      | 7      | 5      | 5      | 2      |
| Häuser    | 1      |        |        |        | 1      | 1      | 1      | 1      | 1      |        | 1      |
| Quelle    | [ 5 ]  | [ 6 ]  | [ 9 ]  | [ 10 ] | [ 11 ] | [ 12 ] | [ 13 ] | [ 14 ] | [ 15 ] | [ 16 ] | [ 1 ]  |

## Religion
Lamitzmühle ist evangelisch-lutherisch geprägt und bis heute nach St. Johannes (Joditz) gepfarrt.